# Fatou Bensouda
Fatou Bom Bensouda, nascida Nyang, (pronúncia: /fɑːˈtuː/ /bɛnˈsəʊdə/; Banjul, 31 de janeiro de 1961) é uma advogada e jurista gambiana, ex-assessora do presidente Yahya Jammeh e ex-procuradora do Tribunal Penal Internacional (TPI). Atualmente é alta comissária (embaixadora) da Gâmbia para o Reino Unido.
Bensouda foi a procuradora-chefe do TPI entre junho de 2012 e junho de 2021, após ter servido como procuradora-adjunta desde 2004 e de ter sido ministra da Justiça de Gâmbia. Ela ocupou, também, as funções de assessora jurídica e advogada de julgamentos no Tribunal Penal Internacional para o Ruanda. Foi sucedida por Karim Ahmad Khan.

## Biografia
Nascida em 31 de janeiro de 1961, em Banjul (então Bathurst), Gâmbia, Bensouda é filha de Omar Gaye Nyang, um promotor de wrestling. Ela frequentou a escola primária e secundária na Gâmbia, antes de mudar-se para a Nigéria, onde graduou-se em 1986 na Universidade de IFE com um Bacharel em Leis. No ano seguinte, recebeu sua qualificação profissional de Barrister pela Faculdade de Direito da Nigéria. Mais tarde, tornou-se a primeira especialista em direito marítimo de Gana após se tornar mestre em leis pelo Instituto de Direito, em Malta.
É casada com o empresário gambiano-marroquino Phillip Bensouda. Eles têm três filhos, um dos quais é adotado.

## Carreira
Fatou Bensouda desempenhou um papel central nos primeiros anos do regime de Yahya Jammeh em Gâmbia, sendo escolhida como sua consultora jurídica em 1994 e ministra da Justiça, desempenhando esta função entre 1998 a 2000. Jammeh foi recorrentemente denunciado por seu desrespeito aos direitos humanos, sendo seu país considerado como uma das "piores ditaduras do mundo".
A carreira internacional de Bensouda em órgãos não-governamentais civis iniciou-se formalmente no Tribunal Penal Internacional para Ruanda, onde trabalhou como consultora jurídica e advogada antes de se tornar assessora jurídica e chefe da assessoria jurídica. Em 8 de agosto de 2004, foi eleita vice-procuradora de processos, com maioria esmagadora de votos pela Assembleia dos Estados-Partes da Corte Penal Internacional. Em 1 de novembro de 2004, Bensouda foi empossada neste cargo.
Em 1 de dezembro de 2011, a Assembleia dos Estados Partes do Tribunal Internacional Penal anunciou que um acordo informal foi atingido para fazer com que Bensouda fosse a escolha de consenso para suceder Luis Moreno Ocampo como procuradora do tribunal. Ela foi formalmente eleita por consenso, em 12 de dezembro de 2011, tendo o seu mandato iniciado em junho de 2012  e encerrado em 16 de junho de 2021, quando Karim Ahmad Khan a sucedeu.
Sua atuação foi marcada por investigações ligadas à guerra do Afeganistão e ao genocídio ruainga, e pela forte oposição dos Estados Unidos, sob a administração de Donald Trump, que chegou a impor sanções contra ela e outros membros do TPI. Segundo o The Guardian, Bensouda foi ameaçada pelo então diretor do Mossad, Yossi Cohen, em uma tentativa de dissuadi-la de abrir uma investigação sobre crimes cometidos no conflito israelo-palestino; ainda assim ela abriu uma investigação preliminar sobre a situação na Palestina em 2015, e outra definitiva em 2021, que resultou em mandados de prisão para Benjamin Netanyahu, Yahya Sinwar e outras lideranças de Israel e do Hamas em 2024.
Em 2022, o presidente gambiano Adama Barrow a nomeou para chefiar a missão diplomática do país em Londres.

## Reconhecimento

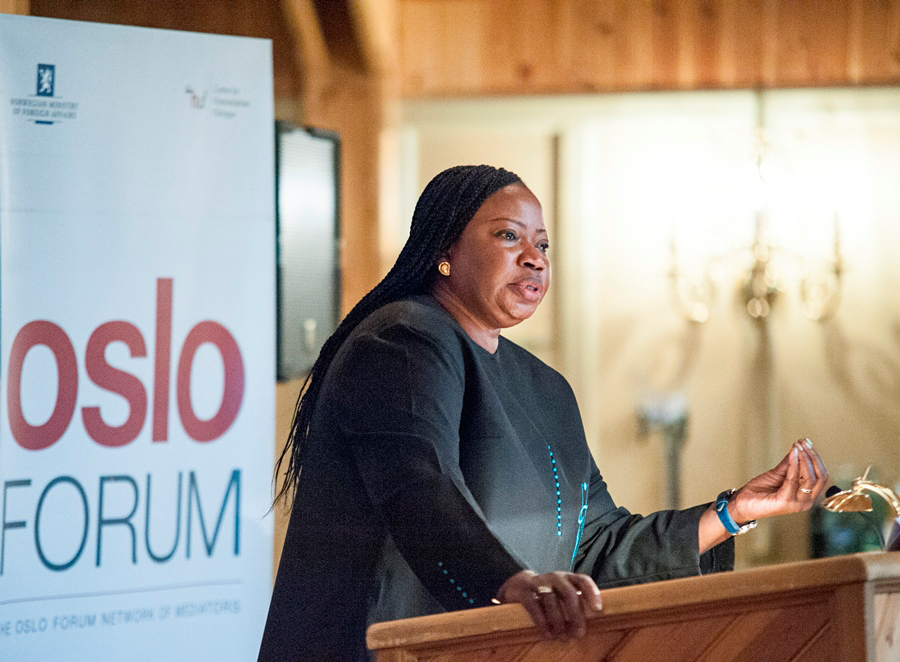
Fatou Bensouda em pronunciamento no Fórum de Oslo em 2014

Em 2012, a revista Time listou Bensouda entre as 100 pessoas mais influentes do mundo no ano. Em 2015, foi eleita uma das 100 mulheres mais influentes do mundo pela BBC.